# Axantisme

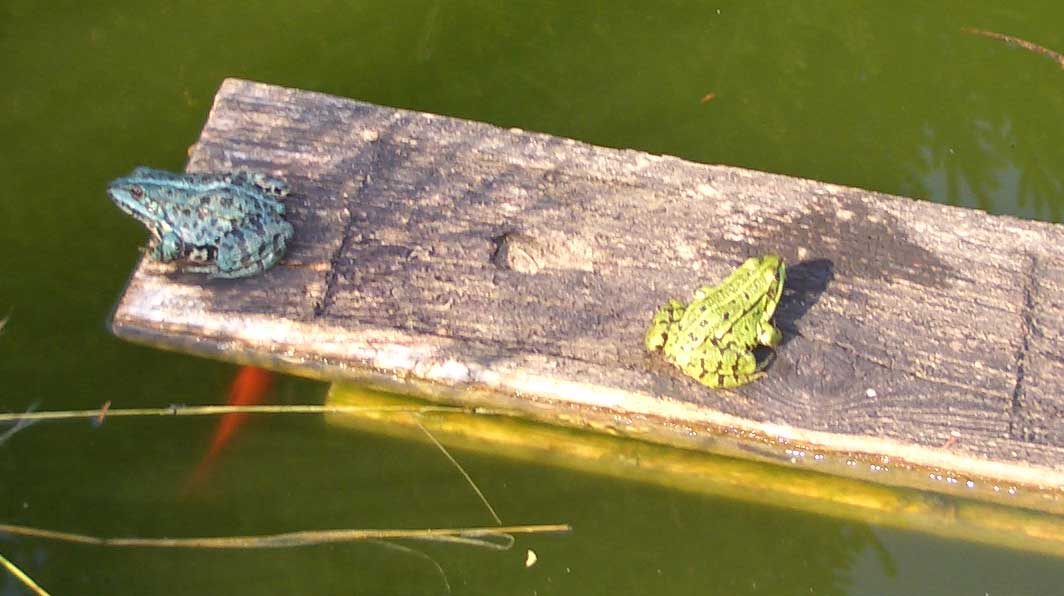
Granotes de l'espècie Pelophylax esculentus. Ll'exemplar esquerre, sense pigments grocs, sembla blau.

L'axantisme és una mutació caracteritzada per la incapacitat d'un organisme per sintetitzar o assimilar pigments carotenoides, essencials per a la formació de la coloració dels trets cutanis. Aquest fenomen biològic s'ha observat en diversos grups d'animals, on afecta la coloració i pot influir en la selecció sexual, el camuflatge i la supervivència.
En els amfibis, l'axantisme pot ser una característica notable en certes poblacions naturals. Va ser descrit per primer cop per Berns i Narayan (1970), que van identificar la manca de pigments carotenoides en una variant blava de la granota toro (Rana catesbeiana). L'axantisme és relativament comú en aquest grup de vertebrats, amb casos documentats en diverses espècies, incloent-hi granotes i gripaus, com el gripau verd.

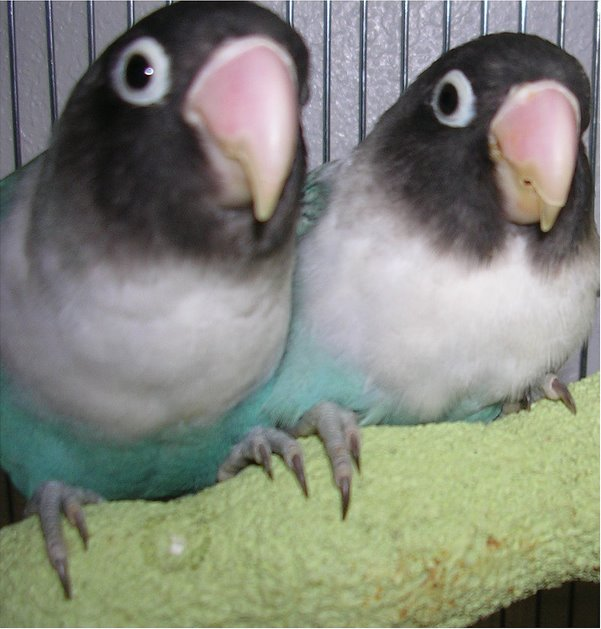
Els agapornis de coll groc són un bon exemple dels efectes de l'axantisme. Les plomes que normalment serien verdes són blaves, i les que serien grogues són blanques.

La comprensió de la pigmentació en altres vertebrats també ha estat estudiada; per ejemple, en l'axolot, o en les granotes blanques del gènere Rana, destacant la manca de coloració en aquests individus, amb discussions sobre les causes i conseqüències. La relació entre l'èxit reproductiu i el risc de depredació en diferents formes de color de l'escurçó europeu (Vipera berus), en aquest cas, una espècie de rèptil, també ha estat abordada, aportant informació rellevant sobre la selecció natural.